# Свірський Юрій Володимирович
Ю́рій Володи́мирович Сві́рський (пол. Jerzy Włodzimierz Świrski; 1882 — 1959) — військовий діяч періоду національно-визвольних змагань 1917—1919 років, контрадмірал Української Держави, Начальник Головного морського штабу Українських військово-морських сил, заступник міністра Морських справ Української Держави. Пізніше віцеадмірал ВМС Польської Республіки (1941). Член польського уряду в екзилі.

## Біографічні відомості
Юрій Володимирович Свірський народився в 5 квітня 1882 року у місті Каліші — на той час центр Калішської губернії Російської імперії (нині у незалежній Польщі) у родині офіцера російської імператорської армії.
Закінчив Кадетський корпус у Москві.
У 1889—1902 роках навчався у Морському корпусі в Санкт-Петербурзі.
Служив на Балтійському флоті старшим офіцером на крейсері «Аскольд».
В 1905 році перевівся на Чорноморський флот. Вахтовий офіцер панцернику «Ростислав». Командир канонерського човна «Донець», яхти «Колхида». Старший офіцер крейсера «Пам'ять Меркурія».
З 1908 — служив на мінному загороджувачі «Кронштат», «Пам'ять Меркурія» (вдруге), панцернику «Св. Євстахій». Командир міноносця «Стремітельний».
З 1912 року — офіцер бригади лінкорів Чорноморського флоту.
З 1914 року був офіцером штабу командувача Чорноморського флоту. За час служби на флоті нагороджений орденами Св. Анни, Св. Володимира, Св. Станіслава.
1917 року — Капітан І рангу. Брав активну участь в українізації Чорноморського флоту. Підтримував підняття українських прапорів на кораблях флоту та звернення до Центральної Ради, щодо активнішої роботи щодо створення національних військово-морських сил.
На початку 1918 був заступником керівника морського штабу та міністра морських справ УНР.
Після приходу до влади Гетьмана Павла Скоропадського активно включається в процес розбудови Військово-морських сил Української Держави.
З 1 червня 1918 року — Начальник Головного морського штабу Української Держави.
Наприкінці літа 1918 року почались прикінцеві українсько-німецькі перемовини, щодо остаточної передачі кораблів Чорноморського флоту Українській Державі. В другій половині серпня 1918 року, за доручення Ради міністрів, до Берліна виїхав Юрій Свірський, керівник української делегації. Узгоджував план передачі Україні військових і торговельних кораблів, які перебували в руках німців.
Брав участь у переговорах із представниками більшовицької Росії у Києві щодо розв'язання морських проблем.
З 10 жовтня 1918 року — контрадмірал, заступник міністра морських справ. За деякими джерелами — міністр морських справ.
Після антигетьманського перевороту та захоплення кораблів Українського Чорноморського флоту військами Антанти переїздить до Польщі.
У 1919 році, вже як Єжи Свірські (пол. Jerzy Włodzimierz Świrski) на службі в збройних силах Польщі у звінні командир 1 рангу.
З 1920 — Заступник начальника морських справ військового міністерства, Командувача Морського узбережжя.
В 1922 році призначений Першим командувачем військово-морського флоту Польської Республіки.
У 1925—1939 році обіймав посаду начальника Військово-морського управління в міністерстві з військових питань у Варшаві.
У 1931 році повторно (тепер вже польською владою) присвоєно звання контрадмірал.
З початком Другої Світової війни, разом з міністерством військових справ, емігрує до Франції, а згодом — до Великої Британії. Разом з міністром оборони Владиславом Сікорським від імени Польщі підписує польсько-британську угоду.
Був членом польського уряду у екзилі.
З 1941 року — віцеадмірал.
Після встановлення у Польщі маріонеткового режиму СРСР емігрував до Франції, жив у Парижі.
У 1946 виїхав до Великої Британії. Помер у Лондоні 12 червня 1959 року. Похований на цвинтарі в Бромптоні.